# Litomyšl
Litomyšl (pronuncia: /ˈlɪtomɪʃl̩/; in tedesco Leitomischl) è una città della Repubblica Ceca facente parte del distretto di Svitavy, nella regione di Pardubice.
In questa città si trova una sede dell'Università di Pardubice. 

## Storia

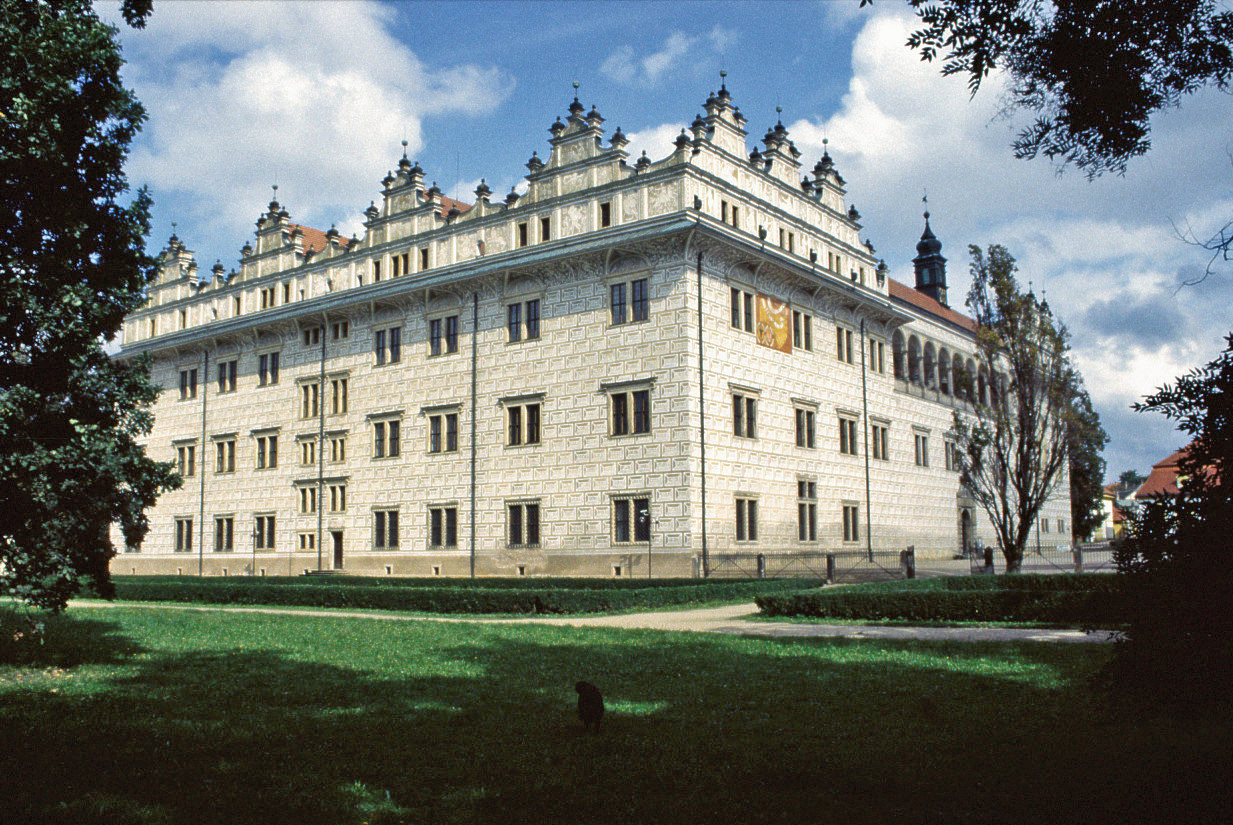
Castello rinascimentale

La città di Litomyšl, nella Boemia orientale, fu fondata nel XIII secolo sul luogo di un antico insediamento fortificato sulla strada per Trstěnice, tratto di una via commerciale che univa Boemia e Moravia. 
In passato la città fu anche un significativo centro religioso; fu a Litomyšl che nel 1344 venne eretta la diocesi di Litomyšl, la seconda diocesi della Boemia, sede vescovile che fu soppressa nella seconda metà del XV secolo, durante la Crociata Hussita. 
Nel XIX secolo la Scuola di Grammatica di Litomyšl acquisì grande notorietà. 

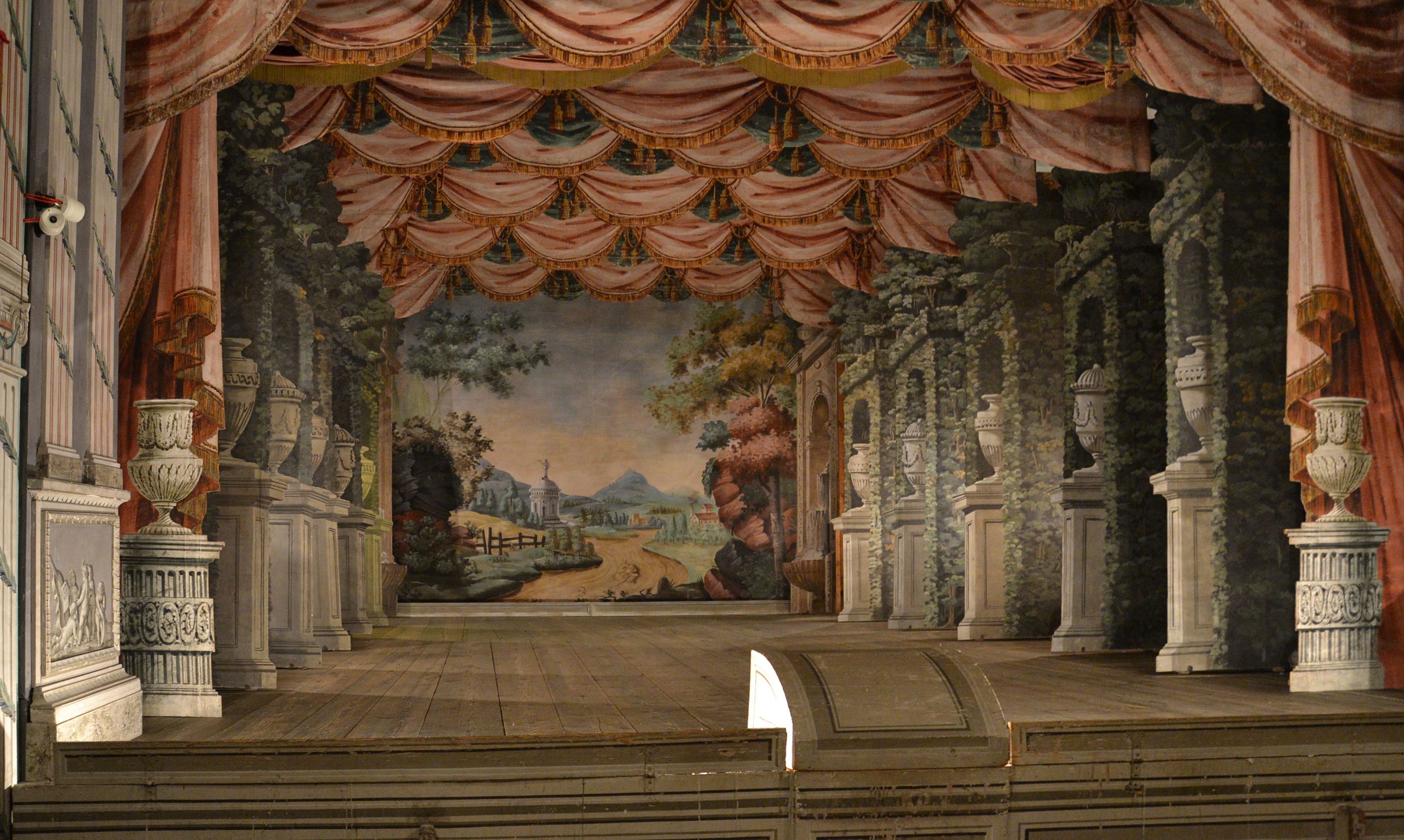
Il teatro barocco

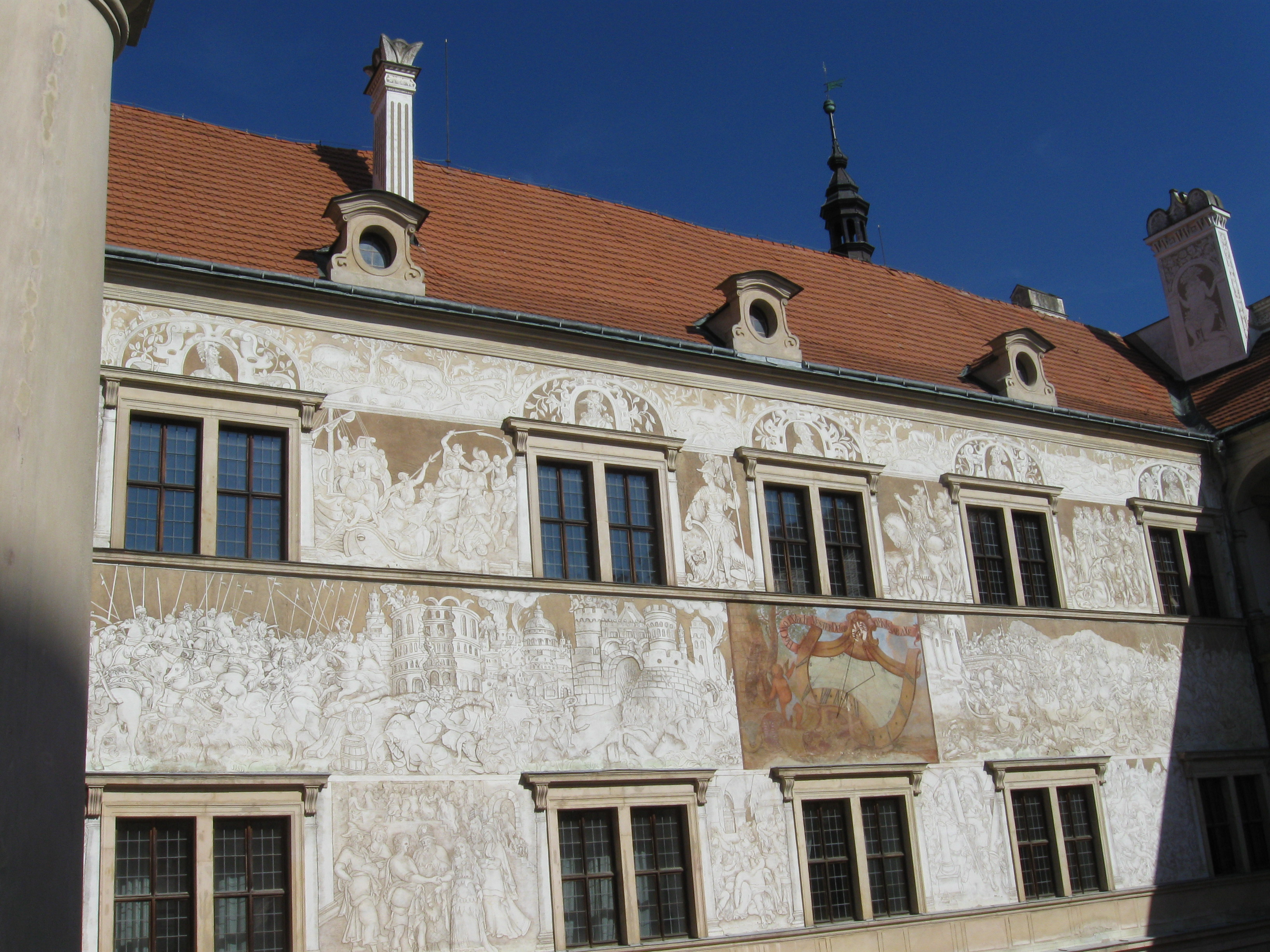
Pareti decorate a sgraffito

## Monumenti

### Il castello
L'attrazione principale di Litomyšl è il monumentale castello rinascimentale, costruito tra il 1568 ed il 1581 da Vratislav von Pernstein, sotto la direzione degli architetti ticinesi Giovanni Battista Aostalli e Ulrico Aostalli. 
Le pareti della corte interna presentano una notevole decorazione a sgraffito.
Gli edifici interni del castello sono unici non soltanto per la loro raffinatezza, ma anche per essere stato il luogo di nascita del compositore ceco Bedřich Smetana. 
Gli interni del castello, specialmente il teatro barocco costruito nel 1796-1797 e decorato dal pittore austriaco Josef Platzer, l'anfiteatro e la casa di Smetana, offrono concerti e spettacoli teatrali che hanno arricchito la vita cittadina nel corso degli anni. Nel 1994 il castello ospitò un incontro tra sette presidenti dell'Europa centrale. 
Il complesso del castello è stato inserito tra i patrimoni dell'umanità dall'UNESCO nel 1999.

### Piazza del mercato (Piazza Smetana)
Nella piazza allungata, la seconda più grande della Repubblica Ceca dopo Piazza San Venceslao a Praga, si trova il municipio in stile gotico ed una serie di abitazioni barocche, molte con arcate e volte. 
Una delle case più importanti è la Casa dei Cavalieri (U Rytířů), nota soprattutto per la sua facciata. 
Le tradizioni culturali cittadine sono conosciute oltre i confini regionali e nazionali.